# Santa Maria (cratère)
Pour les articles homonymes, voir Santa Maria.
Santa Maria est un cratère d'impact météoritique martien qui se situe dans la région de Meridiani Planum et qui est connu pour avoir été visité du 15 décembre 2010 au 25 mars 2011 par le rover américain Opportunity du programme Mars Exploration Rover.
D'un diamètre de 80 à 90m, il est le troisième cratère de taille moyenne à être exploré par Opportunity, six ans après Endurance (en 2004) et deux ans après Victoria (en 2006-2008); ceci avant d'atteindre (en 2011) le grand cratère Endeavour, près duquel il est toujours en exercice en 2013.

## Exploration parOpportunity
Opportunity atteint le cratère Santa Maria le 15 décembre 2010 (sol 2452) par le rebord est, où de nombreux clichés sont pris. Pendant un mois, du 28 janvier au 28 février, les liaisons sont interrompues du fait d'une conjonction solaire, Mars se trouvant diamétralement opposé à la Terre par rapport au Soleil. Au mois de mars, le rover contourne le cratère par le sud, s'y engage très légèrement au niveau de Southeast Rim et transmet des images spectaculaires de ses parois. 
Mais le 25 (sol 2542), il s'en éloigne finalement. L'examen est écourté du fait que les géologues estiment qu'il n'apporterait pas grand chose par rapport à ceux des cratères Endurance et Victoria. Ils préfèrent diriger Opportunity vers sa nouvelle cible, distante de 6 km : le cratère Endeavour.

## Principaux cratères visités par Opportunity

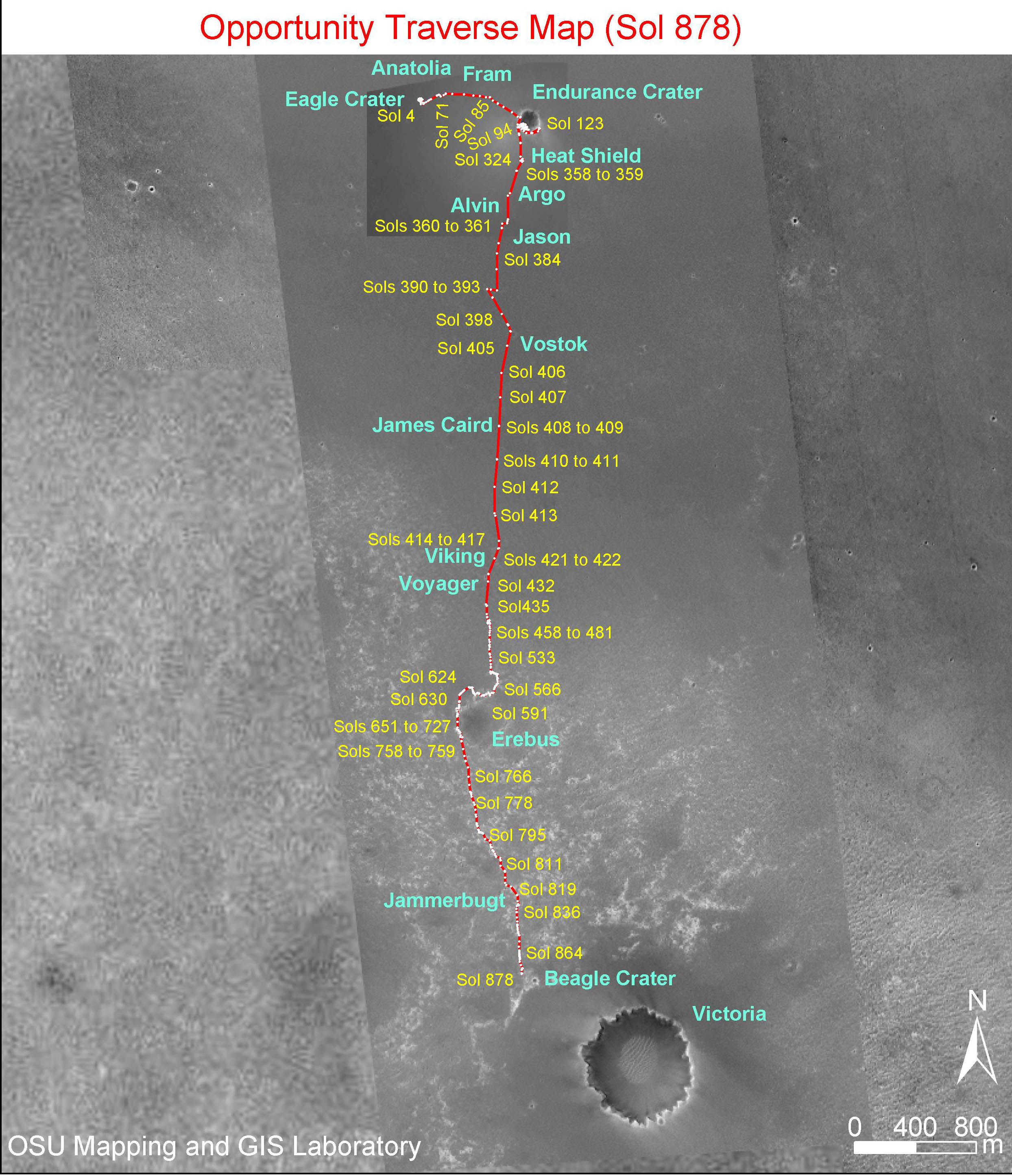
Trajet d'Opportunity sur Meridiani Planum

- Eagle

- diamètre : 22 m
- date : 24 janvier - mars 2004 (sols 1-57)

- site d'atterrissage d'Opportunity
- Endurance

- diamètre : 130 m
- date : 30 avril - 13 décembre 2004 (sols 95-315)
- le premier des trois cratères d'envergure visité par Opportunity
- Argo

- diamètre : env. 30 m ?
- date : janvier 2005 (sol 361)
- situé juste au sud du cratère Endurance
- Vostok

- diamètre : 200 m
- date : 8-13 mars 2005 (sols 399-404)
- situé juste au sud du cratère Argo
- Erebus

- diamètre : 320-350 m
- date : octobre 2005 - mars 2006 (sols 550-750)
- situé aux 2/3 du trajet Endurance-Victoria
- Beagle

- diamètre : 35 m
- date : juin 2006 (sols 901-904)

- situé à la limite des ejectas de Victoria
- Emma Dean

- diamètre : 35 m
- date : 4-17 septembre 2006 (sols 929-943)
- situé dans la zone des ejectas de Victoria
- Victoria

- diamètre : 750 m
- date : 26 septembre 2006 - 8 octobre 2008 (sols 951-1679)
- le deuxième des trois cratères d'envergure visité par Opportunity (le plus important en taille)
- Santa Maria

- diamètre : 85 m
- date : 15 décembre 2010 - 25 mars 2011 (sols 2452-2542)
- le troisième des trois cratères d'envergure visité par Opportunity (le plus petit en taille)